# Українське історично-філологічне товариство в Празі
Украї́нське істори́чно-філологі́чне товари́ство в Пра́зі — наукове товариство українських емігрантів, яке діяло впродовж 1923—1945 років у Празі (нині Чехія).

## Історія
Восени 1921 року Український вільний університет було перенесено з Відня до Праги і відтоді столиця Чехословацької республіки стала для українців головним центром їхнього культурного та наукового життя. Тут зібралося кількадесят діячів української культури та науки, ще потягнулася й українська молодь, яка була відірвана від нормальних умов життя через події першої світової війни та української революції. Тому перед Українським вільним університетом ставилися відповідальні завдання — надання якісної вищої освіти українському студентству та продовження своєї науково-дослідницької діяльності. У Празі тоді зібралися діячі науки з усіх українських земель — Холмщини, Галичини, Буковини, Степової України, Слобожанщини, Кубані тощо. Необхідність у створенні наукового осередку для провадження власної наукової діяльності з одного боку, привезені з дому традиції «Наукового товариства імені Шевченка» у Львові, «Українського Наукового товариства» у Києві та інших наукових товариств з іншого, змусили професорів Українського вільного університету поставити на порядок денний питання про створення Українського наукового товариства у Празі.
До рішення заснувати Українське історично-філологічне товариство у Празі прийшли лише на другому році існування Українського вільного університету, на установчих зборах 30 травня 1923 року. Серед засновників — Василь Біднов, Д. Дорошенко, Олександр Колесса, Вадим Щербаківський, О. Андрієвський, Станіслав Дністрянський та інші. Головою товариства було обрано Дмитра Антоновича. Секретарями були — В. Біднов (1923—1929), С. Наріжний (1929—1944), В. Міяковський (1944—1945). Товариство об'єднувало науковців з Чехословаччини, Німеччини, Польщі, Франції, США та інших країн.
Перше засідання новоствореного товариства відбулося 7 червня 1923 року, а вже на друге засідання зібралося близько 60 осіб. Станом на 1 червня 1924 року Українське історично-філологічне товариство налічувало 29 дійсних членів та 2 члени-співробітники.
Основним кістяком Товариства стали працівники філософського відділення Українського вільного університету в Празі, а також приєдналися й працівники правничого відділення вишу, що працювали в царині історичних дисциплін права, а також люди, які безпосередньо з університетом не пов'язані. Приєдналися до Товариства також представники Української господарської академії в Подєбрадах, які за своїм фахом були істориками або ж філологами. Відкритий 1923 року у Празі Український вищий педагогічний інститут імені Михайла Драгоманова також збільшив число членів Товариства.
Завдання Товариства були виключно науковими, а саме проведення читань переважно наукових докладів, обмін думками та поглядами з приводу прочитаного, їхнє обговорення, наукові дискусії. За перший рік існування Товариства було виголошено два доклади, а прочитаний лише один, що за своєю суттю на торкався теми українознавства.
За перший рік існування Товариства провело одне установче та 18 наукових засідань, у тому числі й річне, а яких було прочитано 24 доклади. Всі доклади, прочитані на засіданнях Товариства пізніше друкувалися у Наукових збірниках Українського вільного університету в Празі. Деякі з цих докладів виголошувалося на засіданнях Першого з'їзду слов'янських географів та етнографів в Празі. Річний звіт з діяльності Товариства за перший рік його існування, був прочитаний секретарем Товариства і ухвалений на засіданні, яке відбулося 27 травня 1924 року та був виданий окремою брошурою.
У 1924 році керівництвом Товариства запропоновано видати друком збірник наукових праць. Вони звернулися до Міністерства шкільництва та народної освіти Чехословацької республіки за матеріальною допомогою для видання збірника наукових праць Товариства. Міністерство поставилося до прохання Товариства прихильно та, ознайомившись з раніше виданим річним звітом, задовільнило його прохання, що дало можливість приступити до друку цієї книги. Тоді ж вийшов перший том збірника наукових праць Товариства.
Активну участь в його роботі брали Михайло Антонович, Дмитро Антонович, Василь Біднов, Дмитро Дорошенко, Степан Смаль-Стоцький, Борис Крупницький, Василь Сімович, Леонід Білецький, Олександр Лотоцький, Симон Наріжний, Панас Феденко, Сергій Шелухін, Степан Сірополко, Іван Мірчук, Кость Лоський, Андрій Яковлів, Олександр Колесса, Федір Слюсаренко, І. Борковський, Іван Огієнко, Олег Кандиба, Борис Матюшенко, Олександр Шульгин, Володимир Січинський, Костянтин Чехович, Вадим Щербаківський, Левко Чикаленко, В'ячеслав Прокопович, Агенор Артимович, Максим Славинський, Микола Гнатишак, Всеволод Петрів, Валентин Садовський, Богдан Лепкий та інші.
У 1932—1933 роках Товариство налічувало найбільше дійсних членів — 57.
За час роботи проведено понад 500 наукових засідань, виголошено близько 750 доповідей. Товариство брало активну участь в організації двох українських наукових з'їздів у 1926 та 1932 роках. Члени товариства виступали на міжнародних симпозіумах, конференціях, конгресах, публікували свої дослідження у багатьох закордонних та українських еміграційних виданнях. За час роботи товариства видано 5 томів «Праць Українського історично-філологічного товариства», декілька тематичних збірників. Каталог публікацій товариства становив понад 70 назв. Товариство відіграло важливу роль у збереженні традицій вітчизняної історичної науки, примноженні її здобутків і неперервності історіографічного процесу. Також було творцем Українського Академічного Комітету.
Українське товариство співпрацювало з литовськими студентами і науковцями, що на той час перебували у Празі.
Свою діяльність товариство припинило з радянською окупацією Праги у 1945 році. По війні коротко відновило діяльність у Мюнхені (голова Вадим Щербаківський).